# Cine Club Argentino
El Cine Club Argentino, entidad de cine amateur sin fines de lucro, fue fundado en Buenos Aires, Argentina, el 2 de agosto de 1932 por iniciativa de Carlos Connio Santini, con la idea de agrupar en una asociación al núcleo de aficionados que más se destacaba por aquel entonces en el cine de 16 milímetros.

## Fundación
Santini, que desde 1931 actuaba al frente de la recién creada sección de foto-cine de Casa América S.A., en Buenos Aires, aprovechando la creciente ola de cineastas que concurrían al negocio, citó a los principales aficionados de entonces en el local del segundo piso de la Ave. de Mayo 953 (futura primera sede de la entidad) el 18 de marzo de 1932, para plantearles la idea de formar un cine club.
Pocos meses después, con el apoyo de los aficionados Jorge Méndez Delfino, Ing. Carlos Laurenz, Enrique de la Cárcova y Horacio Gutiérrez Larreta, se celebró la reunión en la que quedaría fundado el C.C.A.. 
Al tiempo de su fundación desaparecía el Cine Club Buenos Aires, la primera institución en su género en el país. El CCA comenzó a brindar a los cineastas aficionados la oportunidad de perfeccionarse en la práctica del séptimo arte en 16mm. Para ello, se armó un programa de actividades consistente en proyecciones cinematográficas, filmaciones, conferencias, comentarios, exposiciones, concursos, publicaciones, y otras actividades.
Los primeros en difundir la noticia de la aparición de la nueva entidad fueron los diarios locales La Nación en su edición del 23 de agosto y La Razón en la del 3 de septiembre.
Ya fundado el Club, y con el acta de fundación y el estatuto redactado por una comisión provisoría aprobados por unanimidad, el 15 de septiembre se nombró en Asamblea la primera comisión directiva, que quedó integrada por Enrique de la Cárcova (presidente), Carlos Laurenz (secretario), Horacio Gutiérrez Larreta (tesorero) y Jorge Méndez Delfino, José Lauró, Damián Bayón, Roberto Guidi Arzeno y Alfredo Bottaro (vocales).

## Las primeras actividades
De inmediato se armó un programa de exhibiciones y se constituyeron equipos para filmar los titulados Noticieros del C.C.A., cuyas notas de actualidad fueron muchas veces superiores a las registradas por la entonces incipiente cinematografía profesional.
El 23 de septiembre de 1932 comenzaron las exhibiciones oficiales con un programa que incluía filmes de los socios: Nápoles de Damián Bayón, Buenos Aires ofrece temas para el objetivo y Enfermera modelo de Jorge Méndez Delfino, Cuando los barcos descansan y La Pesca de Horacio Gutiérrez Larreta y Actualidades C.C.A. Nro 1 (luego denominado Noticiero) mostrando la inauguración del monumento a Rivadavia. Completaban el programa los cortos La Mujer a través del mundo (Cine-Art), Western Hoopee (Pathé), y Como hacer una película de dibujos animados (Agfa), cedidas por firmas comerciales.
En forma paralela se organizaron concursos, entre ellos el “Primer Gran Concurso de Vacaciones" (29 de abril de 1933), al que se presentaron 12 películas.
El 17 de julio de 1933, en el Cine Versalles de Avenida Santa Fe 1447), el C.C.A. inició la serie de exhibiciones destinadas a difundir las obras de los aficionados y recaudar fondos -la entrada a la platea se cobró $2,50- para las actividades específicas de la entidad con el estreno de Caperucita Roja. Filmada en 16 mm. por Jorge Mendez Delfino, fue la primera película argentina amateur que participó en un concurso internacional en París.

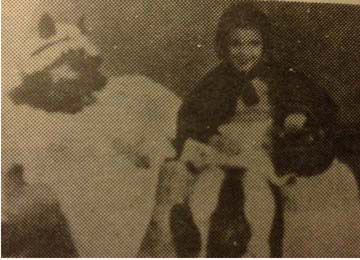
“Caperucita Roja” (1933) de J. Méndez Delfino.

En agosto de 1933 el Club contaba con más de 90 socios, 130 en 1942, 265 a fines de 1953, 311 al concluir 1956, y cuando cerró ya había sobrepasado los mil socios. 

## Sedes sociales
El C.C.A. cambió cuatro veces de sede social; la primera estuvo hasta noviembre de 1934 en el segundo piso de la Avenida de Mayo 953, en un lugar cedido por Casa América; contaba con una secretaría, una cabina de proyección equipada con un proyector Filmophone con tocadiscos sincronizados y una sala de exhibición. Entre noviembre de 1934 y septiembre de 1943 el Club  funcionó en el cuarto piso de la Sociedad Científica Argentina, Avenida Santa Fe 1145, donde contaba con oficina de secretaría, sala de exhibiciones y cabina de proyección. Las funciones mensuales se realizaban en el Salón Florentino Ameghino de la mencionada sociedad, que tenía 200 butacas. 
Entre septiembre de 1943 e igual mes de 1948 la entidad se instaló en la Asociación de Empleados de Compañías de Seguros, en la calle Maipú 28. Disponía de secretaría y sala de proyecciones y las exhibiciones oficiales se realizaban en el salón de actos de la asociación. Finalmente, desde septiembre de 1948 hasta el cierre del Club en 1962, funcionó en el subsuelo de la Sociedad Francesa de Socorros Mutuos en  Rodríguez Peña 344, en el mismo edificio donde estaba el salón de baile conocido como Salón Rodríguez Peña. Se componía de secretaría, salón de actos y exhibiciones con capacidad para 200 personas, cuarto de montaje, sala de proyección, biblioteca y archivo. 
Durante el pasaje por estas cuatro sedes, el Club usó tres diferentes logos en su correspondencia, publicaciones, banderines, carnets y botón para el ojal del saco de sus asociados.

## Exhibiciones
Las primeras exhibiciones se realizaron sobre la base de películas de aficionados y de cinetecas. Hasta fines de marzo de 1957, además de las funciones solicitadas por otras instituciones, el club había organizado 371 exhibiciones oficiales. 
Merecen recordarse las 19 exhibiciones del primer período (1932-1933), las 28 exhibiciones del 18.º período (1949-1950), concretadas exclusivamente con películas de aficionados; y las 34 funciones del 21.º período (1953), en que por primera vez los filmes de aficionados y de cineteca fueron agrupados en ciclos y temas, y cada función fue comentada.
El total de exhibiciones fue de 412 y más concurridas fueron la del 3 de noviembre de 1947, a la que asistieron cerca de 900 personas en el Cine Grand Splendid y la del 20 de noviembre de 1950, donde más de 1.000 espectadores pagaron $6 la entrada y llenaron la sala del Cine Gran Norte de la Avenida Santa Fe.

## Conferencias y cursos de cine
Cuando el Club comenzó a impartir enseñanza cinematográfica, se hicieron cargo de ellas capacitados consocios y destacados profesionales. Cabe mencionar a: Lorenzo Hahn (cine sonoro), Bruno Boval (maquillaje), Julio Ingenieros (cine básico), (dirección),  (fotografía), Oscar J. Bonello (cinematografía), Osvaldo C. Vacca (sonido), Emilio Villalba Welsh (libreto), Victor Max Wullich (crítica), José Ramón Luna (argumento), y Jaime Potenze] (crítica).
En total, y hasta fines de 1956 se dictaron 39 clases, charlas y conferencias, y 23 cursos cinematográficos.
En 1936 el Dr. Carlos J. Duverges inició la serie de disertaciones y clases dictadas en la sede del Club. En 1939, Fernando Chiarini tuvo a su cargo el primer curso extensivo de enseñanza cinematográfica. En 1941 el consocio Américo Méndez inició los cine-debates al promover la discusión de las películas de argumento premiadas en el Gran Concurso Cinematográfico. 

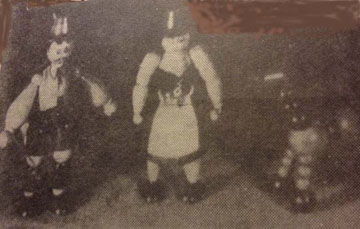
“De un solo tiro” (1937) de Carlos J. Duverges.

## Filmaciones del Club
La enseñanza cinematográfica se complementó con la obra fílmica en equipo. Hasta fines de 1956, los socios del club realizaron en colaboración y en nombre de la entidad, 47 noticieros, 16 notas documentales, y 4 películas de argumento.
Entre los filmes más destacados se encuentran El Graf Zeppelín (1934), XXXII Congreso Eucarístico (1934), 9 de Julio (1939), Orden público (1940), Hacia la felicidad (1942), El fracasado primera película sonora filmada por el Club (1942), A las 10 de la noche (1952), Carrera Internacional de Autos (1955), y Regata a Río de Janeiro (1959).

## Actividades varias
El 2 de septiembre de 1952, para celebrar los veinte años de su fundación, los socios fundadores fueron homenajeados con una cena que tuvo por marco los salones del Club Francés.
Otras muchas fueron las actividades no sociales encaradas por la entidad hasta 1956. Entre ellas: 371 exhibiciones oficiales, 39 conferencias y 23 cursos cinematográficos. La obra fílmica en equipo llegó a realizar 47 noticieros, 16 documentales, y 4 películas de argumento.
Los 48 concursos cinematográficos realizados hasta concluir 1956 fueron 30 internos, 18 abiertos, 13 anuales y 5 extraordinarios.
Además la institución organizó dos ficheros de actores no profesionales (1941 y 1953); formó una cineteca, una discoteca y una biblioteca especializada; colaboró más de un centenar de veces con entidades privadas y públicas del país, y creó el Teatro Vocacional del C.C.A. (1954) bajo la dirección de Roberto Braceras y Mario Montero, que puso en escena fragmentos de Eugene O'Neill, entre otras obras.
Igualmente llevó a cabo cuatro concursos de argumentos cinematográficos (escritos).
El arte fotográfico también fue contemplado en 3 concursos y 6 salones.
En 1941 se inició la propaganda radial de los actos del club en la audición del cronista de cine Adolfo R. Avilés por Radio Splendid, y por primera vez se televisaron las películas de los aficionados argentinos en 1955 en el programa del mismo Avilés en Canal 7.

## Circulares y boletines
La entidad, desde el primer momento mantuvo contacto con sus asociados por medio de invitaciones, programas y circulares.
Su “Boletín” pasó por tres épocas. Aparecido en 1935, bajo la presidencia del Dr. Juan Carlos Podestá, durante este primer período, que duró hasta 1938, se editaron 8 números. La 2.ª época (1941-1943) se inició durante la presidencia de B. Bertrán y contó con un total de 15 boletines. La época final comenzó en 1956, bajo la presidencia de Alfredo Rubio y llegó a publicar 36 números.
Dirigido hasta 1955 por distintos miembros de las comisiones directivas, luego se hicieron cargo de la dirección Alfredo Rubio (1956), Luis Ángel Soria (1957-1958), Rodolfo González Litardo (1958) y ya con el título de Cine 16 Carlos González Groppa (1959-1960). A partir de aquí dejó de editarse.
El renombrado dibujante Lino Palacio, habitué del club, llegó a dibujar la tapa del ejemplar de septiembre de 1941.

## Trofeos
Los Trofeos (copas de plata) más importantes otorgados en los Grandes Concursos Anuales fueron:
“Trofeo Enrique de la Cárcova”, donado en 1934, se disputó en los concursos internos con tema fijo elegido por la Comisión Directiva. Debía pasar a ser propiedad definitiva del socio que obtuviese el 1.er premio tres veces consecutivas o cinco alternadas. Fue ganado por el Dr. José Llauró .
En 1947 el donante cambió las bases. El trofeo se otorgaría en propiedad a aquel socio que ganase en el Concurso Anual el 1.er premio de la Categoría Argumento, dos veces consecutivas. Esta vez le fue adjudicado a Roberto Robertie con El proceso.

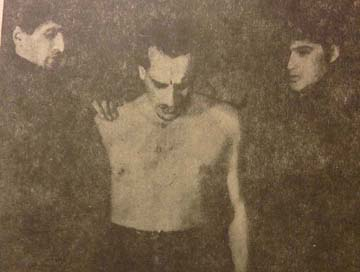
“El proceso” (1957) de Roberto Robertie con Beto Gianola.

“Trofeo Fundadores”, donado al C.C.A. en ocasión de su 20.º aniversario (1952) por los socios fundadores, llevaba grabado en su base el título de la película de mayor puntaje en el Gran Concurso Anual y el nombre de su realizador. Le correspondió a Carlos Barrios Barón con Entre dos rosas, Víctor Iturralde Rua, y Roberto Robertie.
“Trofeo Carlos Barrios Barón: A la película más original”, donado al C.C.A. en 1953, pasaría a ser propiedad del realizador que lo ganase tres años seguidos o cinco alternados. Lo obtuvieron Víctor Iturralde Rua con Puna (1954) y Carlos González Groppa con Oh, el amor!(1958).

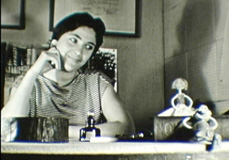
“Oh, el amor!” (1958) de Carlos González Groppa con Lolot Prat.

Figuración internacional.- El C.C.A. se vinculó con distintas agrupaciones internacionales de cine amateur de otros países, interviniendo en repetidas ocasiones en sus concursos y festivales. Sus películas lograron una digna clasificación si se considera que la mayoría de los países superaban a la Argentina en número de clubes de cine amateur, asociados y lógicamente en realizaciones anuales.
No obstante, obtuvieron primeros premios las películas De un solo tiro de Carlos J. Duverges, con muñecos animados, premiada en el Concurso Internacional de París, 1937; El proceso de Roberto Robertie en Rapallo y Merano (ambas 1957);  de Carlos González Groppa en Carcassonne (1958), y Dos también de González Groppa] en Cannes (1960), y ambas con muñecos animados.
Además de ser miembro fundador de la International Union of Amateur Cinema - U.N.I.C.A., constituida en París, 1937, el C.C.A. aceptó ser en 1957 Sección Argentina de la Intercontinental Cine Amateur League (I.C.A.L.) o Lega Fragli Amatori del Cinema a Passo Ridotto, fundada en Milán en 1945 y extinguida en 1948. También se afilió en 1952 a la The Amateur Cinema League, fundada en New York en 1926 y disuelta en 1954.
Los certámenes y festivales internacionales en los que participaron socios del C.C.A. fueron el I Festival de Cinema Amador, San Pablo, Brasil (1950), VII Festival Internacional del Film Amateur, Cannes, Francia (1954), II Concurso Nordestino de Cinegrafistas Amadores do Brasil, Pernambuco, Brasil (1954), II Festival de Cinema Amador, San Pablo, Brasil (1954), Festival de Rapallo, Italia (1956), Bad Ems, Alemania, y Katowice, Polonia (1957), Carcassonne, Francia; Olbia, Italia; Cannes, Francia (1958); y Mulhouse, Francia (1962).
Y en los Concursos Internacionales de la U.N.I.C.A. realizados en París (1933 y 1937), Viena (1938), Bruselas (1953), Lisboa (1954), Angers, Francia (1955); Roma (1957); Bad Ems, Alemania (1957); Helsinki, Finlandia (1959), y Mulhouse, Francia (1962).

## Final
El Cine Club Argentino cerró sus puertas en diciembre de 1962. A lo largo de los años sus socios realizaron una labor desinteresada en beneficio de la institución y de la cinematografía de aficionados. Unos con su trabajo para llenar las necesidades de la marcha institucional; otros con sus películas, la enseñanza impartida, y los principios difundidos.
Cabe destacar, como cierre, que entre los asociados que luego se incorporaron a la industria cinematográfica profesional, se encuentran Oscar J. Bonello, Enrique Bouchard, Santos Cáceres, Humberto Constantini, Oscar Desplants, Víctor Iturralde Rúa], Carlos González Groppa, Raúl Geréz, Américo Méndez, Mario Montero, y Osvaldo C. Vacca, entre otros.